# Vlag van Coahuila de Zaragoza

Vlag van Coahuila de Zaragoza (ratio 4:7)

Mogelijke vlag van Coahuila y Tejas

De niet-officiële vlag van Coahuila de Zaragoza toont het wapen van Coahuila de Zaragoza centraal op een witte achtergrond, waarbij de hoogte-breedteverhouding van de vlag net als die van de Mexicaanse vlag 4:7 is.
Net als de meeste andere staten van Mexico heeft Coahuila de Zaragoza geen officiële vlag, maar wordt de hier rechts afgebeelde vlag op niet-officiële wijze gebruikt.
De vlag werd officieel gemaakt met de wet op het wapenschild en volkslied van Coahuila, omdat in deze wet staat dat het wapenschild van de staat in de vorm van een vlag mag worden gebruikt door de autoriteiten van de staat en gemeenten, evenals in onderwijsinstellingen.

## Geschiedenis
Het staatswapen werd op 23 oktober 1942 aangenomen en wordt sindsdien op vlaggen geplaatst. Verder terug in de geschiedenis wapperden er boven Coahuila nog meer vlaggen.
Tot 1835 vormden Texas en Coahuila samen de staat Coahuila y Texas. In deze staat werd een vlag gebruikt die gebaseerd was op de Mexicaanse driekleur, maar met twee sterren in het midden als symbolen voor Coahuila en Texas. De kleur van de sterren was waarschijnlijk geel (goud), maar sommige bronnen spreken van blauw of groen.
In 1840 scheidde Coahuila zich samen met Nuevo León en Tamaulipas van Mexico af om de Republiek van de Rio Grande te vormen. Coahuila werd met één ster vertegenwoordigd op de vlag van de Republiek van de Rio Grande. Na 283 dagen werd het gebied weer bij Mexico gevoegd.